# Tararps jättegrytfält

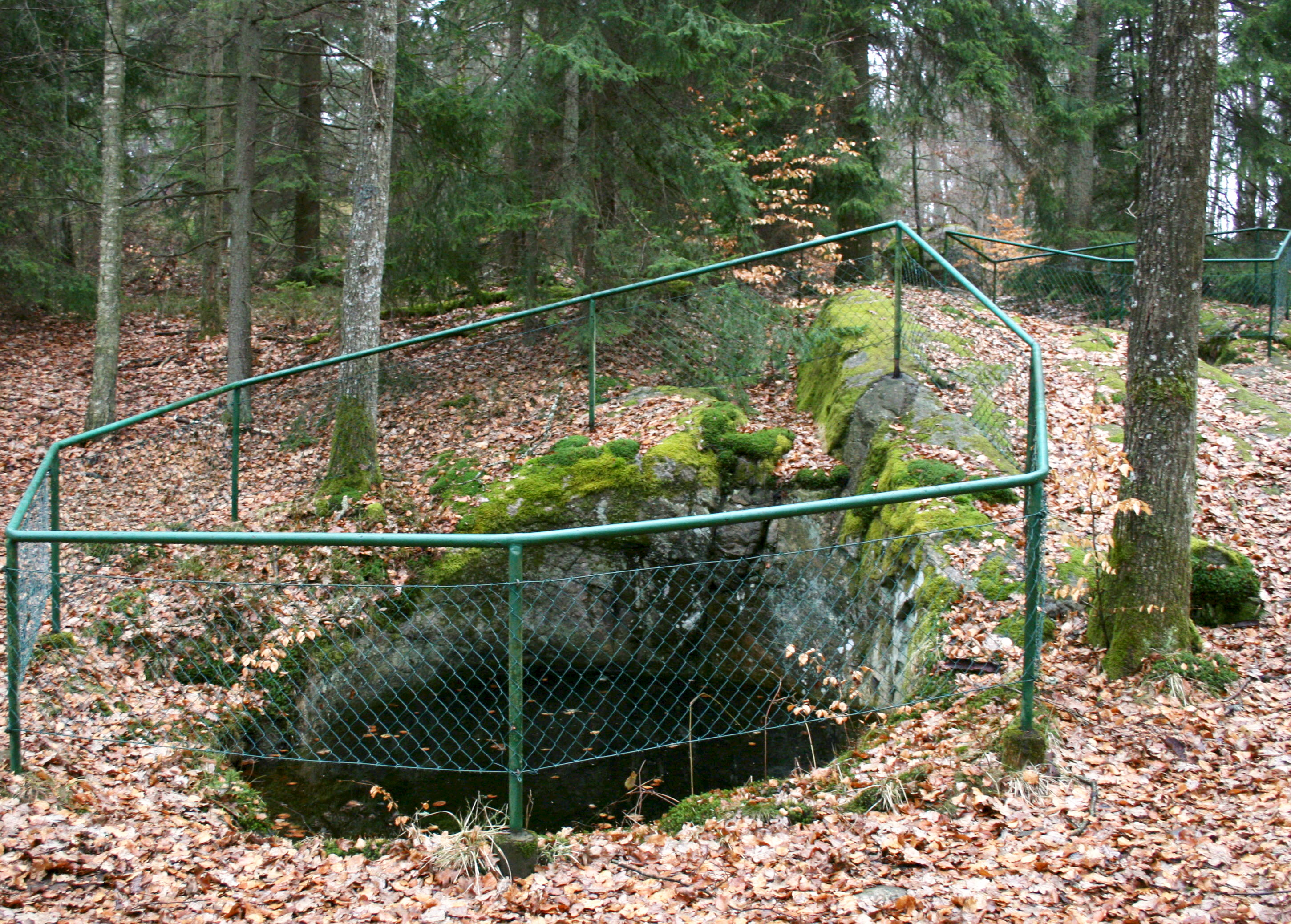
En jättegryta i Tararp.

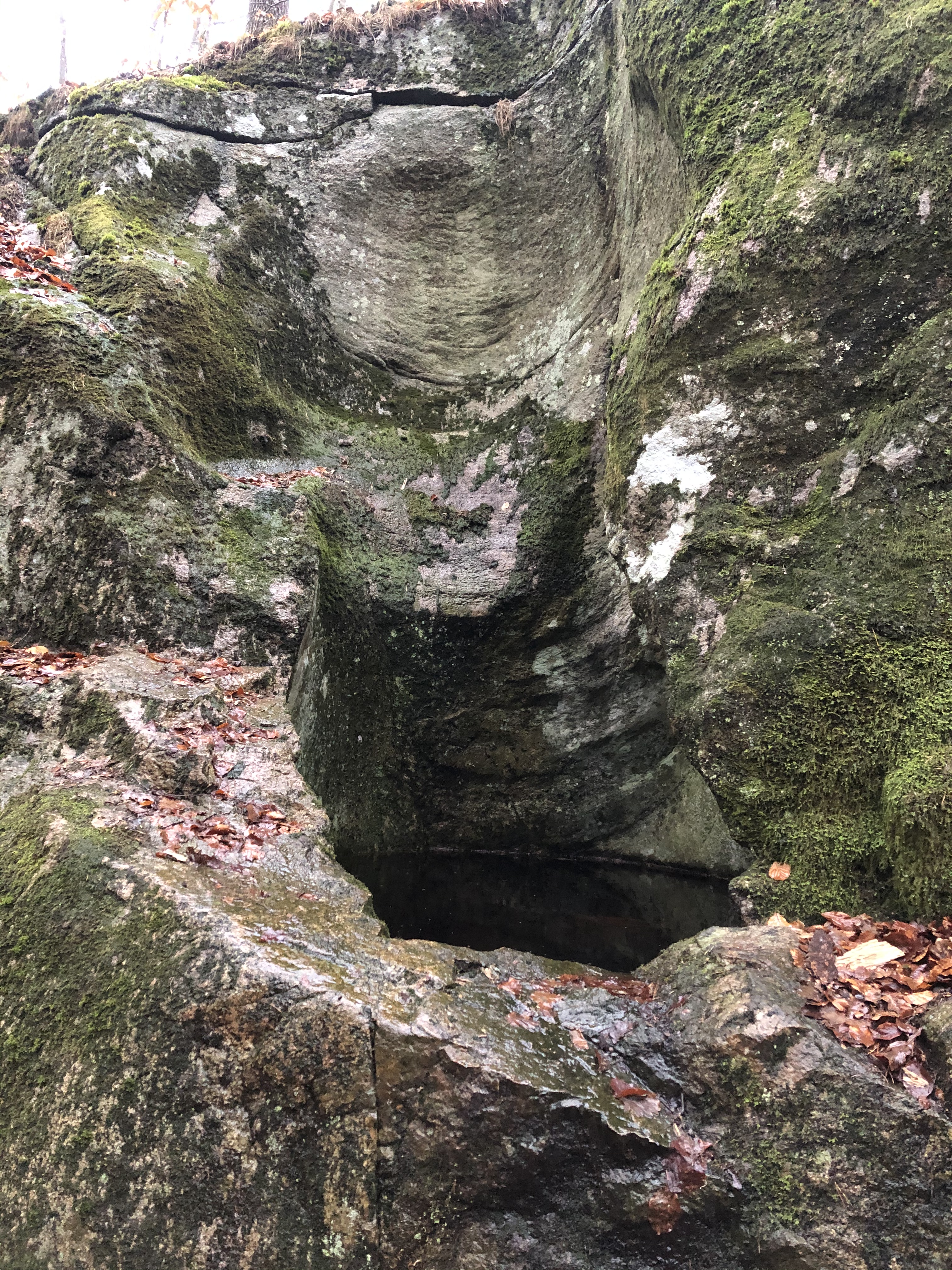
Den spruckna jättegrytan i Tararp.

Tararps jättegrytfält är ett naturminne i Tararp öster om Asarum i Karlshamns kommun bestående av fem större 
och några mindre jättegrytor. Det två hektar stora området fridlystes år 1966. 
Jättegrytorna bildades när  inlandsisen smälte för omkring  11 000 år sedan och forsande smältvatten, stenar och grus svarvade ut håligheter i berget. De största är 3–4 meter i diameter och cirka fyra meter djupa. En av jättegrytorna har spruckit så att man kan se den i genomskärning. En uppmärkt stig leder runt i området.